# Deltasuchus
Deltasuchus — рід неозухійських крокодилів з пізньої крейди в Техасі, зокрема у формації Вудбайн, яка була частиною континенту Аппалачі під час крейди. Відомий один вид, D. motherali, названий у 2017 році Томасом Адамсом, Крістофером Ното та Стефані Драмхеллер. У 2021 році було описано новий матеріал, який дозволив віднести Deltasuchus до родини Paluxysuchidae як сестринський таксон Paluxysuchus.